# Wolfgang Staehle
Wolfgang Staehle (Estugarda, 1950) é um pioneiro da net.art nos Estados Unidos, conhecido por seu streaming de vídeo do colapso do World Trade Center em Nova Iorque em 11 de setembro de 2001. Ele também capturou a colisão do primeiro avião no World Trade Center.